# Parablennius zvonimiri

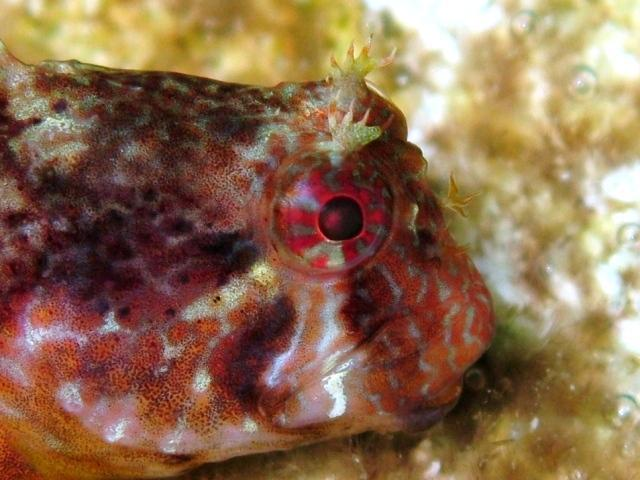
Particolare della testa e dei tentacoli cefalici

La bavosa cervina (Parablennius zvonimiri) è un pesce di mare appartenente alla famiglia Blenniidae.

## Descrizione e habitat
Endemica del mar Mediterraneo e del mar Nero.
Vive in ambienti scogliosi ricchi di rifugi e di vegetazione preferendo ambienti ombreggiati a profondità di almeno 1 metro.

## Descrizione
Estremamente simile a Parablennius incognitus con la quale è stata certamente confusa complicando non poco lo studio di queste specie. I tentacoli sopraorbitari sono suddivisi in 4-8 filamenti, divisi fin dalla base di cui il primo più lungo e più spesso. Entrambe le narici portano tentacoli, la posteriore ne ha uno singolo, l'anteriore ne porta uno suddiviso di solito in 3 parti. Tutta la testa è cosparsa di piccoli tentacoli in forma di peli, tuttavia lo sviluppo di queste appendici è molto variabile.
La livrea è variabilissima, in genere sui toni del bruno con macchiette e puntini diversi da individuo ad individuo, sono sempre presenti una macchia più scura, di solito ben definita alla base della pinna caudale ed una serie di macchiette bianche sul dorso, intervallate a striature scure. Il maschio riproduttore ha tinte molto più uniformi, spesso vivaci e tentacoli molto più sviluppati.
Raggiunge gli 8 cm.

## Riproduzione
Simile a quella di Parablennius incognitus a cui si rimanda.

## Acquariofilia
È considerata una specie facile da allevare in acquario.